# Односи Црне Горе и Њемачке
Односи Црне Горе и Њемачке су инострани односи Црне Горе и Савезне Републике Њемачке.

## Односи
Билатерални односи између Црне Горе и Савезне Републике Њемачке датирају још од времена Књажевине односно Краљевине Црне Горе. Дипломатско представништво Царевине Њемачке у Књажевини Црној Гори на Цетињу отворено је 1906. Први дипломатски представник Царевине Њемачке у Књажевини Црној Гори у рангу изванредног посланика и опуномоћеног министра постављен је почетком јуна 1906.
Савезна Република Њемачка је признала независност Црне Горе 14. јуна 2006, када су и успостављени дипломатски односи између двије државе.

### Дипломатски представници

#### У Берлину
- Вера Јоличић-Кулиш, амбасадор, 2012. -
- Владимир Радуловић, амбасадор, 2008. - 2012.[1]

#### У Подгорици
- Гудрун Елизабет Штајнакер, амбасадор, 2014. -
- Пиус Фишер, амбасадор, 2011. - 2014.
- Петер Плате, амбасадор, 2008. - 2011.
- Томас Шмит, амбасадор, 2006. - 2008.[1]

#### На Цетињу
- Хенри Екарт, 1910. -
- Пилигрими Балтаци[2]

## Занимљивости
Република Црна Гора је имала као новац немачку марку од 1999, а потом евро од 2002.